# Паричен пазар
Паричният пазар е финансов пазар на финансови инструменти с краткосрочен матуритет. Включва краткосрочни депозити, краткосрочни ДЦК, депозитни сертификати, менителници, записи на заповед (прости менителници) и рѐпо-сделки.

## Инструменти на паричния пазар
- Съкровищни полици. Краткосрочни ДЦК, емитирани в определен от националната традиция номинал и с обичайни падежи на 3, 6 и 12 месеца. Инвеститорите закупуват съкровищните полици по цена под номинала, т.е. със сконто (отбив от номинала, отстъпка). Характерно се използват от централните банки при операции на открития пазар;
- Негоцируеми депозитни сертификати (НДС). Документ за срочен депозит, обикновено са с фиксиран лихвен процент;
- Краткосрочни ТЦК. Биват издавани от първокласни фирми за срок от 30 дни. Лихвеният процент е често под лихвения процент по банковите кредити;
- Банков акцепт. Ангажимент за плащане, поет от банката във връзка с полица (трата). Акцептирайки полицата, банката се задължава да плати номиналната сума на задължението, ако наредителят не може. Банката поема минимален риск, защото работи с първокласни фирми. Срокът на полиците е от 30 до 180 дни и обикновено съвпада с датата на доставка на стоката на купувача;
- Репо-сделка (продажба с уговорка за обратно изкупуване). Договорка за обратно изкупуване на определена дата и цена. Сроковете са свръхкратки: от един ден до няколко дни или до една седмица. За продавача на репо се казва, че прави права репо-сделка, а за купувача —обратна сделка.